# Husseren-Wesserling

Husseren-Wesserling este o comună în departamentul Haut-Rhin din estul Franței. În 2009 avea o populație de 1.008 de locuitori.

## Evoluția populației
| An        | 1975  | 1982 | 1990 | 1999 | 2006  | 2009  |
| --------- | ----- | ---- | ---- | ---- | ----- | ----- |
| Populație | 1.023 | 947  | 919  | 971  | 1.011 | 1.008 |